# Museum of Sex
Museum of Sex, znane też jako MoSex (pol. Muzeum Seksu), to muzeum o tematyce seksualnej położone przy Fifth Avenue 233 w pobliżu  27th Street na Manhattanie w Nowym Jorku (USA). Zostało otwarte 5 października 2002. Jest pierwszą tego typu instytucją kulturalną na świecie.

## Historia i cel
Muzeum Seksu zostało założone przez byłego malarza Daniela Glucka i otwarte 5 października 2002 przy Piątej Alei na Manhattanie w Nowym Jorku i jako takie nie miało wówczas precedensu na świecie.
Celem muzeum jest zachowanie i pokazywanie historii, ewolucji i kulturowego znaczenia ludzkiej seksualności. Celowi temu służą organizowane przez muzeum wystawy, programy i publikacje.
Inauguracyjna wystawa nosiła tytuł NYCSEX: How New York Transformed Sex in America. Muzeum powołało radę doradczą, w skład której weszli m.in. Steven Heller, Timothy J. Gilfoyle, Mike Wallace, i June M. Reinisch, emerytowany dyrektor Kinsey Institute for Research in Sex, Gender and Reproduction oraz doradcy instytucjonalni jak: New York University’s Center for the Study of Gender and Sexuality, Planned Parenthood Federation of America, New-York Historical Society i Lower East Side Tenement Museum.
W ciągu pierwszych siedmiu lat swego istnienia Museum of Sex zorganizowało 16 wystaw i 5 wirtualnych instalacji. Każdej nowej wystawie towarzyszyły serie odczytów, imprez towarzyszących i publikacji. 
Pod koniec 1. dekady XXI w. muzeum powiększyło się; dobudowano drugie piętro i galerię dla potrzeb wystawienniczych. Problematyka muzeum była prezentowana na łamach m.in. The New York Times, The New Yorker, Esquire and Time oraz w programach telewizyjnych m.in. CNN i NBC.

## Siedziba
Budynek, w którym muzeum ma swą siedzibę, był kiedyś domem publicznym. Znajduje się na terenie zwanym w przeszłości “Tenderloin” – osławionym XIX-wiecznym centrum nowojorskich domów publicznych, sal tanecznych, teatrów i saloonów.

## Kolekcja
Stały zbiór muzeum obejmuje ponad 15000 artefaktów: dzieł sztuki, fotografii, ubiorów, wynalazków technicznych i historycznych efemeryd. W skład muzeum wchodzi dodatkowo biblioteka naukowa oraz biblioteka multimedialna zawierająca filmy na taśmie i na nośnikach VHS i DVD.

## Kontrowersje
Władze Nowego Jorku początkowo sprzeciwiały się powstaniu muzeum, po czym wyraziły zgodę pod warunkiem, iż minimalna odległość dzieląca muzeum od najbliższego kościoła czy szkoły wynosić będzie 500 stóp (ok. 160 m). Idea muzeum spotkała się z potępieniem ze strony amerykańskiej organizacji katolickiej Catholic League for Religious and Civil Rights.